# Kalkwasser

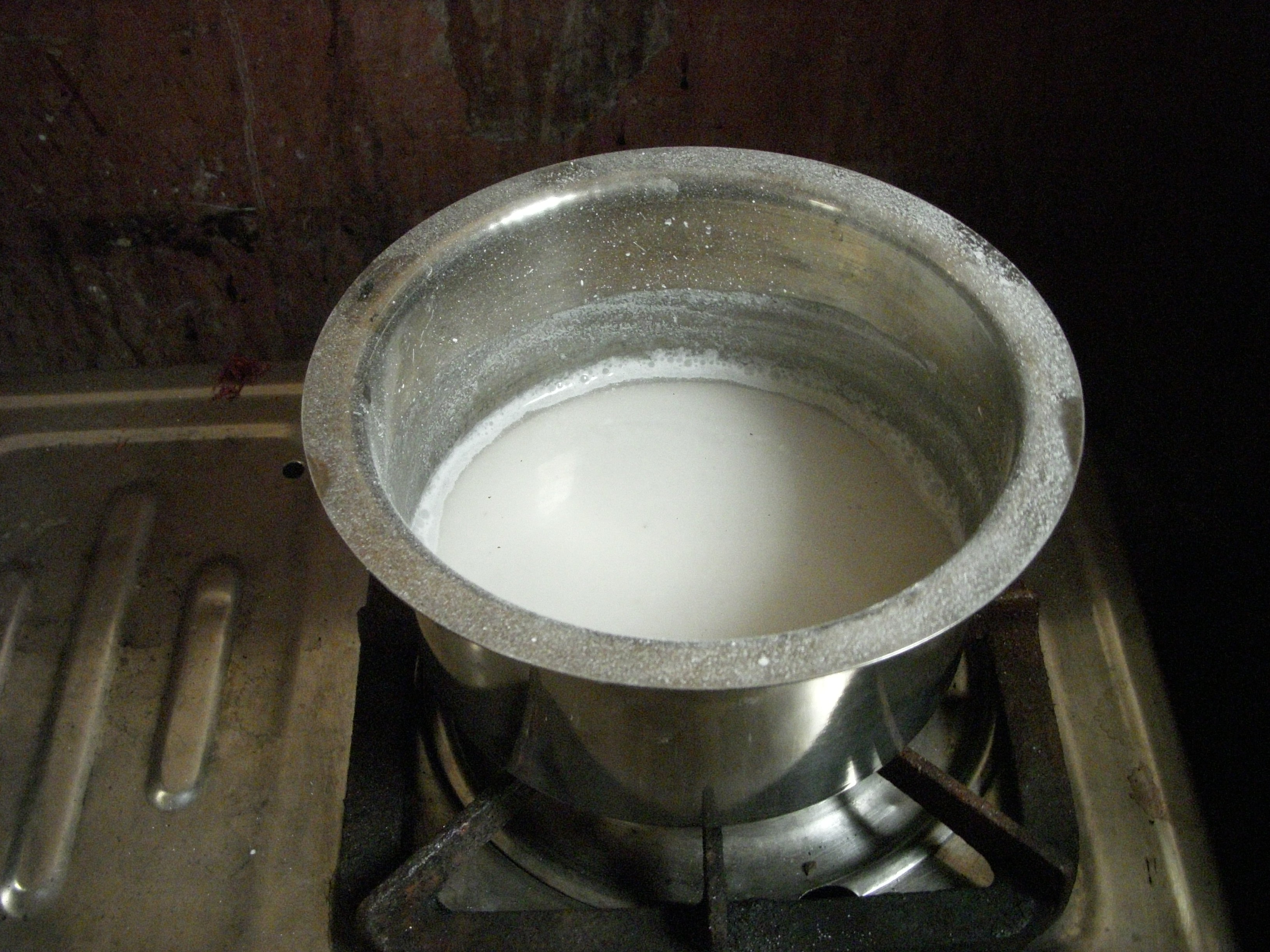
Kalkwasser

Kalkwasser, auch Kalksinterwasser oder nur Sinterwasser genannt, ist der Trivialname für eine wässrige Calciumhydroxid-Lösung. Kalkwasser ist alkalisch und schwach ätzend.

## Herstellung
Schlämmt man schwer lösliches Calciumhydroxid in Wasser auf und filtriert den klaren Überstand ab, so erhält man Kalkwasser.
Auch durch Einrühren von Calciumoxid in Wasser erhält man eine Calciumhydroxid-Suspension, aus der man durch Filtration Kalkwasser gewinnt:
{\displaystyle \mathrm {CaO+H_{2}O\longrightarrow Ca(OH)_{2}} }
Bei der Herstellung von Sumpfkalk entsteht als Nebenprodukt Kalkwasser. Hier bedeckt die Lösung den mit Wasser gelöschten Branntkalk (Löschkalk), während dieser im Reifebecken zu Sumpfkalk reift.

## Verwendung zur Analyse
Mit klarem Kalkwasser kann man Kohlenstoffdioxid nachweisen: Beim Durchleiten von CO2-haltiger Luft bildet sich ein Niederschlag von Calciumcarbonat. Bei längerem Durchleiten von Kohlenstoffdioxid löst sich das Calciumcarbonat unter Bildung von Calciumhydrogencarbonat wieder auf.
Nach folgender Reaktionsgleichung entsteht im ersten Schritt des Prozesses zunächst instabile Kohlensäure (H2CO3). Diese oder die aus ihr abgeleiteten Carbonat-Ionen reagieren mit dem enthaltenen Calciumhydroxid zu Calciumcarbonat, das als Feststoff ausfällt und die Trübung der Suspension hervorruft:
{\displaystyle \mathrm {CO_{2}+H_{2}O\rightleftharpoons H_{2}CO_{3}} }
{\displaystyle \mathrm {H_{2}CO_{3}+Ca(OH)_{2}\longrightarrow CaCO_{3}+2\;H_{2}O} }
Lässt man Kalkwasser länger offen an der Luft stehen, so wird die Lösung unbrauchbar, da sie CO2 aus der Atmosphäre unter Bildung von Calciumcarbonat absorbiert.
{\displaystyle \mathrm {Ca(OH)_{2}+CO_{2}\longrightarrow CaCO_{3}\downarrow +\ H_{2}O} }
Diese Reaktion läuft auch bei der Kalkwasserprobe zum Nachweis von Kohlenstoffdioxid in einem Probegas ab.
Analog zu Kalkwasser reagiert Barytwasser mit Kohlenstoffdioxid.

## Verwendung in der Denkmalpflege
Sowohl mit Kalkwasser als auch mit Barytwasser wurde in der Vergangenheit versucht, morbide Natursteine oder Putzmörtel zu festigen: Die Lösung wurde in das Kapillarsystem eingebracht in der Hoffnung, dass die Fällungsprodukte das Korngerüst stabilisieren.
Die Wirksamkeit solcher Maßnahmen ist wissenschaftlich widerlegt: Wenn überhaupt ein Festigkeitszuwachs stattfindet, so ist dies auf eine Umlagerung von noch im Mörtel vorhandenem Calciumhydroxid zurückzuführen. Dieser Effekt konnte in Versuchen auch durch eine einfache Tränkung mit Wasser ausgelöst werden.